# Trichosurus caninus
Trichosurus caninus es una especie de marsupial perteneciente a la familia Phalangeridae. Es endémica de Australia, más concretamente de la región costera al norte de Sídney. Previamente fue clasificada en la misma especie que Trichosurus cunninghami, el cual se considera que es su pariente más cercano.
En estado salvaje pueden vivir hasta 17 años, tener un territorio estable e invertir mucha energía criando a sus crías.